# Булдогови прилепи
Булдогови прилепи (Molossidae) е семейство дребни бозайници от разред Прилепи (Chiroptera). Разпространени са по целия свят, с изключение на Антарктика.
Тялото на булдоговите прилепи е масивно, със сравнително дълги и тесни крила. Обикновено са сиви, кафяви или черни. Дължината на тялото с главата варира между 40 и 120 mm, а масата – между 8 и 220 g. Хранят се с насекоми, като улавят плячката си в полет. Някои видове живеят на малки групи в хралупи на дървета или скални кухини, а други обитават пещери, като образуват големи колонии, наброяващи до 50 милиона екземпляра.

## Родове
- Chaerephon
- Cheiromeles
- Eumops
- Molossops
- Molossus
- Mops
- Mormopterus
- Myopterus
- Neoplatymops
- Nyctinomops
- Otomops
- Platymops
- Promops
- Sauromys
- Tadarida